# Pheronematidae
Pheronematidae — родина шестипроменевих губок ряду Amphidiscosida.

## Класифікація
Родина налічує 41 вид у 6 родах:
- Pheronema
- Platylistrum
- Poliopogon
- Schulzeviella
- Semperella
- Sericolophus